# أبخوارة
أبخوارة هي قرية في مقاطعة ورزقان، إيران. عدد سكان هذه القرية هو 207 في سنة 2006.